# Микулинское княжество
Микулинское княжество — удельное княжество в составе Великого княжества Тверского.

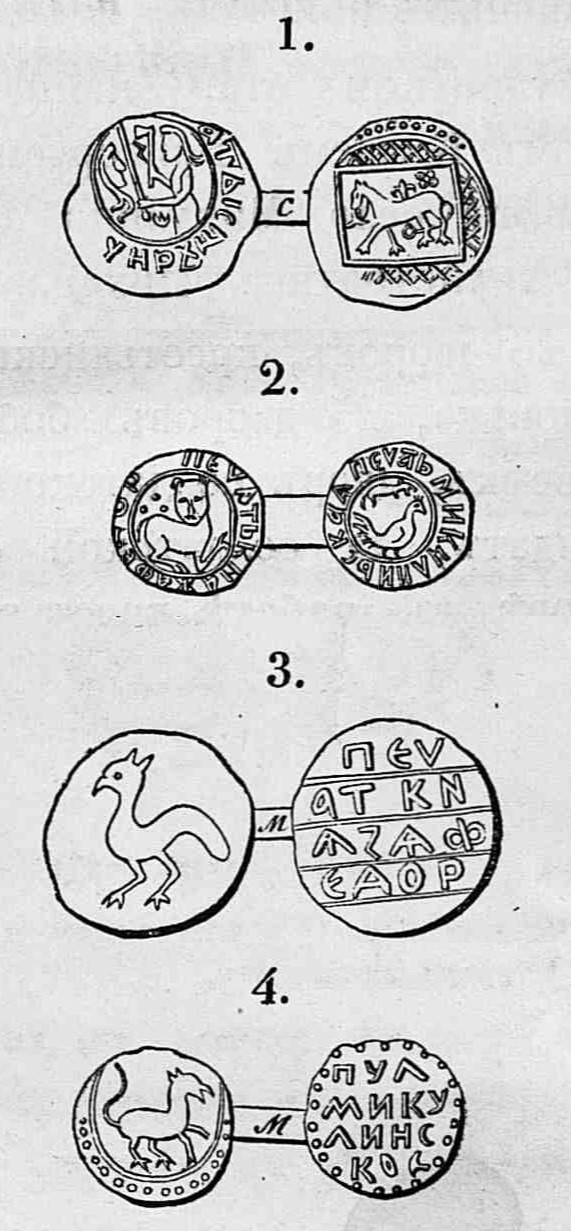
Монеты Микулинcкого княжества XV-XVI веков.

Княжество образовалось в 1339 году после того, как великий князь тверской Александр Михайлович был убит в Орде. Тверской стол получил брат Александра — Константин Михайлович, а сын Александра Михаил Александрович получил в удел город Микулин.
В 1364 году в Твери свирепствовала моровая язва, от которой умер ряд князей и бояр. В тверском княжестве началась гражданская война; тверской князь Василий Михайлович вместе с сыном, кашинским князем Михаилом Васильевичем обратились за помощью к Москве, а микулинский князь Михаил Александрович попросил защиты у Литвы. В 1368 году умер тверской князь Василий Михайлович, и Михаил Александрович стал великим князем тверским.
После смерти Михаила Александровича новым микулинским князем стал его младший сын Фёдор Михайлович. Впоследствии в княжестве продолжали править потомки Михаила Александровича, пока в 1485 году князь Андрей не оставил Тверь и не перешёл на службу к московскому князю. В том же году тверское княжество было аннексировано Москвой.

## Князья Микулинские
- 1339—1399: Михаил Александрович
- 1399 — после 1406: Фёдор Михайлович
- после 1406—1412: Александр Фёдорович
- 1412—1453: Фёдор Фёдорович
- 1455—1461: Борис Александрович
- 1461—1485: Андрей Борисович